# Pseudotropheus fuscoides
Espèce
Statut de conservation UICN

 DD  : Données insuffisantes
Pseudotropheus fuscoides est une espèce de poissons d'eau douce de la famille des Cichlidae (ordre des Cichliformes) endémique du lac Malawi en Afrique. 

## Répartition
Pseudotropheus fuscoides, endémique du lac Malawi, se rencontre dans les alentours de "Nkata Bay" et de "Lion's Cove".

## Description
Pseudotropheus fuscoides peut mesurer jusqu'à 120 mm de longueur totale pour les mâles.

## Classification
Le nom valide complet (avec auteur) de ce taxon est Pseudotropheus fuscoides Fryer (d), 1956.

## Publication originale
- (en) G. Fryer, « New species of cichlid fishes from Lake Nyasa », Revue de Zoologie et de Botanique Africaines, Belgique, vol. 53, nos 1-2,‎ 14 avril 1956, p. 81-91 (ISSN 0035-1814).